# 652 (szám)
A 652 (római számmal: DCLII) egy természetes szám.

## A szám a matematikában
A tízes számrendszerbeli 652-es a kettes számrendszerben 1010001100, a nyolcas számrendszerben 1214, a tizenhatos számrendszerben 28C alakban írható fel.
A 652 páros szám, összetett szám, kanonikus alakban a 22 · 1631 szorzattal, normálalakban a 6,52 · 102 szorzattal írható fel. Hat osztója van a természetes számok halmazán, ezek növekvő sorrendben: 1, 2, 4, 163, 326 és a 652.